# Sing Sing
Il Sing Sing Correctional Facility, chiamato semplicemente Sing Sing, è un carcere statunitense di massima sicurezza situato a Ossining, nello Stato di New York. Si trova a circa 48 km (30 mi) a nord di New York, sulle rive del fiume Hudson. Il nome del carcere deriva dalla tribù indiana dei Sinck Sinck, che abitava la zona fino a quando fu occupata dagli europei nel 1685. Sing Sing ospita circa 1 700 detenuti. Vi sono dei progetti per trasformare le celle originali del 1825 in un museo.

## La struttura
L'area è divisa in due sezioni dalla linea ferroviaria Hudson Line. Ci sono tre ponti che uniscono le due metà della struttura: il ponte più a nord è pedonale ed è riservato ai dipendenti; il ponte centrale contiene collegamenti di servizio quali cavi elettrici e dell'acqua corrente, ed il ponte più a sud è utilizzato per il traffico veicolare, quali navette per il trasferimento dei detenuti tra le due strutture e veicoli di manutenzione e consegne dei fornitori, senza la necessità di ricontrollare il veicolo.

## Cultura di massa
- Il protagonista del film Quarto potere Charles Foster Kane inveisce contro il boss Jim W. Gettys, minacciandolo di farlo rinchiudere nel carcere di Sing Sing.
- Sing Sing viene citata nei film commedia Terapia e pallottole e Un boss sotto stress come la prigione in cui è detenuto il potente capo mafioso Paul Vitti, impersonato da Robert De Niro.
- Sing Sing viene citata nel film Lassù qualcuno mi ama come la prigione in cui si trova Frankie Peppo, detenuto ex procuratore di pugili che dà l'idea a Rocky Graziano, interpretato da Paul Newman, di come guadagnare quattrini una volta fuori di prigione.
- Nel film Constantine viene utilizzata dal protagonista Keanu Reeves la sedia elettrica appartenuta al carcere di Sing Sing.
- Nel film Colazione da Tiffany del 1961, diretto da Blake Edwards, con Audrey Hepburn e George Peppard, tratto dall'omonimo romanzo del 1958 di Truman Capote, la protagonista Holly (Audrey Hepburn) si reca ogni giovedì nella prigione di Sing Sing a fare visita a Sally Tomato, un mafioso newyorkese che usa Holly come tramite tra sé e il proprio avvocato comunicandole dei messaggi in codice, che la ragazza interpreta come “bollettini meteorologici”, in cambio di 100 dollari a visita. Parlando di Sing Sing la Hepburn dice: «Quant'è ridicolo un nome simile per una prigione, vero? Ma chi gliel'ha dato? È un nome che potrebbe andare per un circo equestre».
- Nelle serie televisive statunitensi Law & Order - I due volti della giustizia e Law & Order: SVU, i criminali che vengono condannati, sono rinchiusi o a Sing Sing o nella prigione di Rikers Island. Nell'episodio 11x03 della serie Unità Vittime Speciali il detective Stabler decide di trascorrere tre giorni all'interno della cella 66 del carcere per entrare in empatia con un ex detenuto che ha passato diversi anni in isolamento.
- Nella prima puntata della seconda stagione della serie televisiva statunitense L'alienista, Sing Sing è teatro della prima esecuzione sulla sedia elettrica e relative proteste.
- Sing Sing dà il titolo al film del 1983 di Sergio Corbucci con, tra gli altri, Adriano Celentano, Enrico Montesano, Vanessa Redgrave e Marina Suma.
- Sing Sing è la prigione in cui nel 1985 viene rinchiuso Rorschach, vigilante mascherato della miniserie a fumetti Watchmen, scritta da Alan Moore e disegnata da Dave Gibbons.
- Sing Sing viene citato nel film Sfrattato cerca casa equo canone con Pippo Franco, in cui il custode del complesso residenziale Corviale interpretato da Ennio Antonelli, nel descrivere l'appartamento assegnato a Pippo Franco dice a quest'ultimo: " Senta, lei ce l'ha presente Sing Sing?"
- Nelle storie a fumetti di Paperino, la Banda Bassotti dichiara più volte di aver trascorso dei 'soggiorni' nel carcere di Sing Sing.